# Randia xalapensis
Randia xalapensis är en måreväxtart som beskrevs av Martin Martens och Henri Guillaume Galeotti. Randia xalapensis ingår i släktet Randia och familjen måreväxter. Inga underarter finns listade i Catalogue of Life.